# Campeonato Mundial de Atletismo de 2009 - 400 m masculino
A prova dos 400 metros masculino do Campeonato Mundial de Atletismo de 2009 foi disputada entre 19 e 21 de agosto no Olympiastadion, em Berlim.

## Recordes
Antes desta competição, os recordes mundiais e do campeonato nesta prova eram os seguintes:
| Tipo                  | Atleta          | Tempo | Local   | Data                 | Ref |
| --------------------- | --------------- | ----- | ------- | -------------------- | --- |
|                       | Michael Johnson | 43,18 | Sevilha | 26 de agosto de 1999 | ver |
| Recorde do campeonato | Michael Johnson | 43,18 | Sevilha | 26 de agosto de 1999 | ver |

## Medalhistas
| Ouro                  | Prata                | Bronze           |
| LaShawn Merritt (USA) | Jeremy Wariner (USA) | Renny Quow (TRI) |

## Resultados

### Eliminatórias
Estes são os resultados das eliminatórias. Os 53 atletas inscritos foram divididos em sete baterias, se classificando para as semifinais os três melhores de cada bateria (Q) mais os três melhores tempos no geral (q).
| Bateria 1 | Bateria 1                   | Bateria 1 | Bateria 1       |
| Pos.      | Atleta                      | Tempo     | Notas           |
| --------- | --------------------------- | --------- | --------------- |
| 1         | GBR Robert Tobin            | 45.50 (Q) | 0.179           |
| 2         | IRL David Gillick           | 45.54 (Q) | 0.169           |
| 3         | SUD Rabah Yousif            | 45.55 (Q) | Recorde pessoal |
| 4         | USA Lionel Larry            | 45.64 (q) |                 |
| 5         | ZIM Young Talkmore Nyongani | 45.92     |                 |
| 6         | BEL Cedric van Branteghem   | 45.94     |                 |
| 7         | JPN Hideyuki Hirose         | 46.80     |                 |

| Bateria 2 | Bateria 2              | Bateria 2 | Bateria 2            |
| Pos.      | Atleta                 | Tempo     | Notas                |
| --------- | ---------------------- | --------- | -------------------- |
| 1         | TRI Renny Quow         | 45.21 (Q) |                      |
| 2         | CUB William Collazo    | 45.52 (Q) |                      |
| 3         | BEL Kévin Borlée       | 45.61 (Q) |                      |
| 4         | POL Marcin Marciniszyn | 45.77     | Recorde da temporada |
| 5         | DOM Arismendy Peguero  | 46.13     |                      |
| 6         | BEN Mathieu Gnanligo   | 47.00     | Recorde da temporada |
| 7         | PNG Nelson Stone       | 47.13     |                      |
|           | BAH Michael Mathieu    | DSQ       |                      |

| Bateria 3 | Bateria 3                 | Bateria 3 | Bateria 3            |
| Pos.      | Atleta                    | Tempo     | Notas                |
| --------- | ------------------------- | --------- | -------------------- |
| 1         | BAH Chris Brown           | 45.53 (Q) |                      |
| 2         | GBR Michael Bingham       | 45.54 (Q) |                      |
| 3         | AUS Joel Milburn          | 45.56 (Q) | Recorde da temporada |
| 4         | MRI Eric Milazar          | 46.39     |                      |
| 5         | BOT Isaac Makwala         | 46.45     |                      |
| 6         | SUD Nagmeldin Ali Abubakr | 46.48     |                      |
| 7         | URU Andrés Silva          | 46.86     |                      |
| 8         | MYA Zaw Win Thet          | 51.41     | Recorde pessoal      |

| Bateria 4 | Bateria 4               | Bateria 4 | Bateria 4       |
| Pos.      | Atleta                  | Tempo     | Notas           |
| --------- | ----------------------- | --------- | --------------- |
| 1         | USA LaShawn Merritt     | 45.23 (Q) |                 |
| 2         | AUS John Steffensen     | 45.37 (Q) |                 |
| 3         | ITA Matteo Galvan       | 45.86 (Q) | Recorde pessoal |
| 4         | PUR Héctor Carrasquillo | 46.11     |                 |
| 5         | DOM Alvin Harrison      | 46.67     |                 |
|           | COD Gary Kikaya         | DSQ       |                 |
|           | FRA Yannick Fonsat      | DNS       |                 |

| Bateria 5 | Bateria 5                 | Bateria 5 | Bateria 5       |
| Pos.      | Atleta                    | Tempo     | Notas           |
| --------- | ------------------------- | --------- | --------------- |
| 1         | BAH Ramon Miller          | 45.00 (Q) | Recorde pessoal |
| 2         | FRA Leslie Djhone         | 45.20 (Q) |                 |
| 3         | SWE Johan Wissman         | 45.83 (Q) |                 |
| 4         | RUS Maksim Dyldin         | 45.91     |                 |
| 5         | USA Gil Roberts           | 46.41     |                 |
| 6         | KEN Mark Kiprotich Muttai | 47.04     |                 |
| 7         | STP Naiel d'Almeida       | 49.47     |                 |
|           | NGR James Godday          | DNS       |                 |

| Bateria 6 | Bateria 6                | Bateria 6 | Bateria 6 |
| Pos.      | Atleta                   | Tempo     | Notas     |
| --------- | ------------------------ | --------- | --------- |
| 1         | USA Jeremy Wariner       | 45.54 (Q) |           |
| 2         | JAM Ricardo Chambers     | 45.57 (Q) |           |
| 3         | FRA Teddy Venel          | 46.16 (Q) |           |
| 4         | JPN Yuzo Kanemaru        | 46.83     |           |
| 5         | KSA Yousef Ahmed Masrahi | 47.03     |           |
| 6         | RSA Pieter Smith         | 48.14     |           |
|           | CRC Nery Brenes          | DNS       |           |

| Bateria 7 | Bateria 7                  | Bateria 7 | Bateria 7            |
| Pos.      | Atleta                     | Tempo     | Notas                |
| --------- | -------------------------- | --------- | -------------------- |
| 1         | ISV Tabarie Henry          | 45.14 (Q) |                      |
| 2         | AUS Sean Wroe              | 45.31 (Q) |                      |
| 3         | GBR Martyn Rooney          | 45.45 (Q) |                      |
| 4         | DMA Erison Hurtault        | 45.55 (q) | Recorde da temporada |
| 5         | LBA Mohamed Ashour Khouaja | 45.56 (q) | Recorde nacional     |
| 6         | NGR Saul Welgopwa          | 46.42     |                      |
| 7         | GRN Rondell Bartholomew    | 46.85     |                      |
| 8         | NIG Moumouni Kimba         | 50.93     | Recorde pessoal      |

### Semifinais
Estes são os resultados das semifinais. Os 24 atletas classificados foram divididos em três baterias, se classificando para a final os dois melhores de cada bateria (Q) mais os dois melhores tempo no geral (q).
| Semifinal 1 | Semifinal 1                | Semifinal 1 | Semifinal 1          |
| Pos.        | Atleta                     | Tempo       | Notas                |
| ----------- | -------------------------- | ----------- | -------------------- |
| 1           | USA Jeremy Wariner         | 44.69 (Q)   |                      |
| 2           | GBR Michael Bingham        | 44.74 (Q)   | Recorde pessoal      |
| 3           | FRA Leslie Djhone          | 44.80 (q)   | Recorde da temporada |
| 4           | IRL David Gillick          | 44.88 (q)   |                      |
| 5           | BAH Ramon Miller           | 44.99       | Recorde pessoal      |
| 6           | AUS Joel Milburn           | 46.06       |                      |
| 7           | LBA Mohamed Ashour Khouaja | 46.43       |                      |
|             | SWE Johan Wissman          | DNS         |                      |

| Semifinal 2 | Semifinal 2         | Semifinal 2 | Semifinal 2          |
| Pos.        | Atleta              | Tempo       | Notas                |
| ----------- | ------------------- | ----------- | -------------------- |
| 1           | USA LaShawn Merritt | 44.37 (Q)   | Recorde da temporada |
| 2           | TRI Renny Quow      | 44.53 (Q)   | Recorde pessoal      |
| 3           | CUB William Collazo | 44.93       | Recorde pessoal      |
| 4           | AUS Sean Wroe       | 45.32       |                      |
| 5           | DMA Erison Hurtault | 45.59       |                      |
| 6           | SUD Rabah Yousif    | 45.63       |                      |
| 7           | GBR Martyn Rooney   | 45.98       |                      |
| 8           | FRA Teddy Venel     | 46.30       |                      |

| Semifinal 3 | Semifinal 3          | Semifinal 3 | Semifinal 3          |
| Pos.        | Atleta               | Tempo       | Notas                |
| ----------- | -------------------- | ----------- | -------------------- |
| 1           | BAH Chris Brown      | 44.95 (Q)   |                      |
| 2           | ISV Tabarie Henry    | 44.97 (Q)   |                      |
| 3           | JAM Ricardo Chambers | 45.13       | Recorde da temporada |
| 4           | BEL Kévin Borlée     | 45.28       | Recorde da temporada |
| 5           | AUS John Steffensen  | 45.50       |                      |
| 6           | USA Lionel Larry     | 45.85       |                      |
| 7           | GBR Robert Tobin     | 45.90       |                      |
| 8           | ITA Matteo Galvan    | 46.87       |                      |

### Final
Estes são os resultados da final:
| Pos.              | Atleta              | Tempo | Notas                |
| ----------------- | ------------------- | ----- | -------------------- |
| Medalha de ouro   | USA LaShawn Merritt | 44.06 | Recorde da temporada |
| Medalha de prata  | USA Jeremy Wariner  | 44.60 | Recorde da temporada |
| Medalha de bronze | TRI Renny Quow      | 45.02 |                      |
| 4                 | ISV Tabarie Henry   | 45.42 |                      |
| 5                 | BAH Chris Brown     | 45.47 |                      |
| 6                 | IRL David Gillick   | 45.53 |                      |
| 7                 | GBR Michael Bingham | 45.56 |                      |
| 8                 | FRA Leslie Djhone   | 45.90 |                      |

Legenda
| Recorde mundial       | Recorde mundial (World record)               |                       | Recorde africano                      | Recorde africano (African) |                                           | Q | Classificado por posição (Qualified) |
| Recorde do campeonato | Recorde do campeonato (Championship record)  | Recorde da América    | Recorde da América (Americas)         | q                          | Classificado por melhor tempo (Qualified) |   |                                      |
| Melhor marca do ano   | Melhor marca do ano (World leading)          | Recorde asiático      | Recorde asiático (Asian)              | DNS                        | Não largou (Did not start)                |   |                                      |
| Recorde nacional      | Recorde nacional (National record)           | Recorde europeu       | Recorde europeu (European)            | DNF                        | Não terminou (Did not finish)             |   |                                      |
| Recorde pessoal       | Recorde pessoal do atleta (Personal best)    | Recorde da Oceania    | Recorde da Oceania (Oceania)          | DSQ / DQ                   | Desclassificado (Disqualified)            |   |                                      |
| Recorde da temporada  | Recorde da temporada do atleta (Season best) | Recorde sul-americano | Recorde sul-americano (South America) | NM                         | Sem marca (No mark)                       |   |                                      |